# آمنحتپ یکم
آمنحُتِپ یکم یا آمنوفیس یکم دومین فرعون دودمان هجدهم مصر باستان بود که میان سال‌های ۱۵۲۶ تا ۱۵۰۶ پیش از میلاد مسیح فرمانروایی می‌کرد. او فرزند و جانشین احمس یکم و شهبانو احمس نفرتاری بود ولی حداقل دو برادر بزرگتر از خود به نام‌های احمس‌عنخ و احمس ساپائیر داشت و از این رو شانسی برای بر تخت نشستن پیدا نمی‌کرد. با این حال در دوره زمانی هشت ساله میان هفدهمین سال پادشاهی اهمسه یکم و مرگش، ولیعهد او می‌میرد و آمنحُتِپ ولیعهد بعدی می‌شود. او سپس بر تخت می‌نشیند و برای ۲۱ سال پادشاهی می‌کند.

## سیاست خارجی

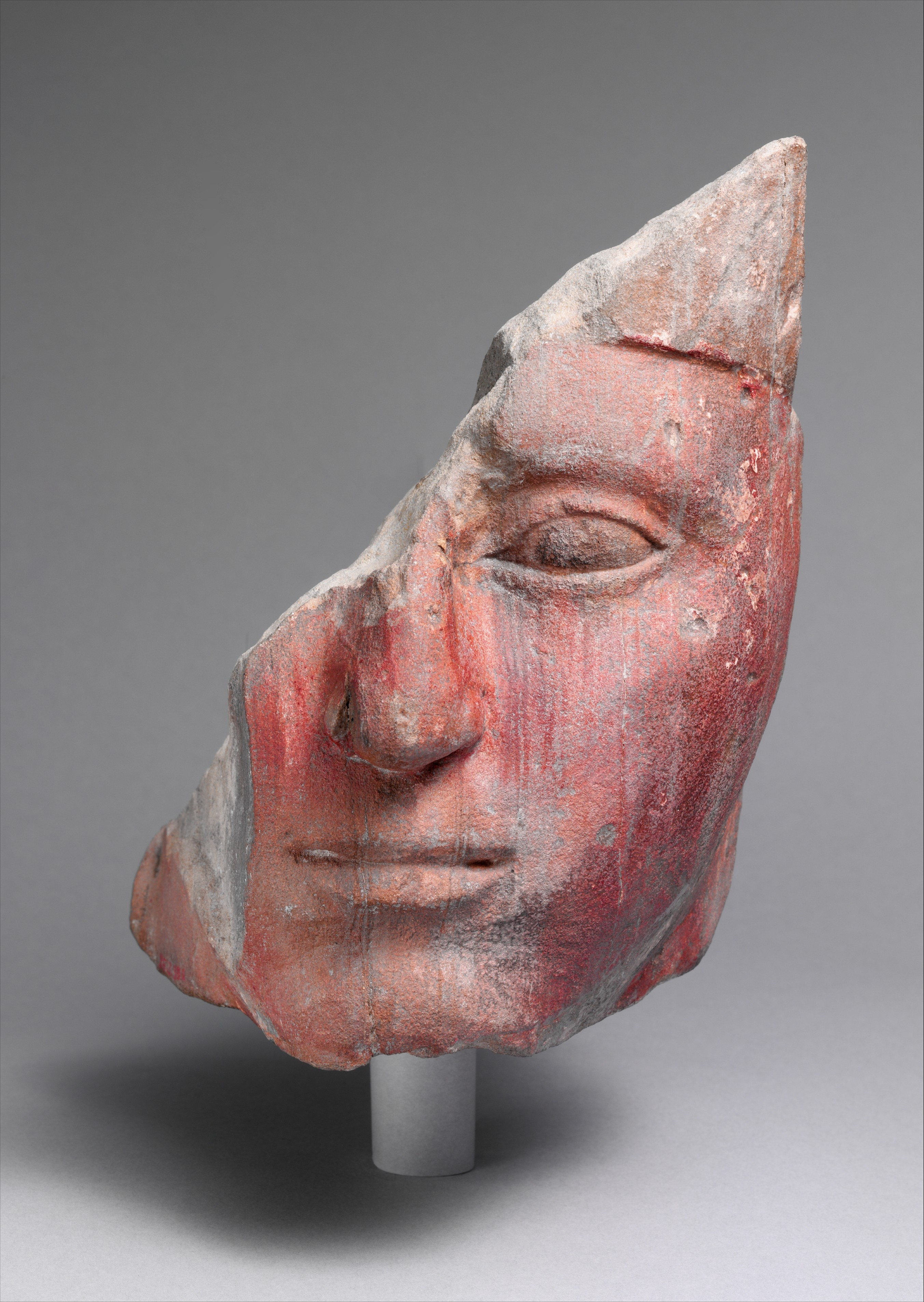
قسمتی از مجسمه آمنحُتِپ یکم

نام هوروسی و نام نبتی آمنحُتِپ یکم به ترتیب «گاو نری که سرزمین‌ها را فتح می‌کند» و «آنکه ترس بسیار پدید می‌آورد» هستند. این نام‌ها اشاره به این دارند که او کسی بوده که عادت به حمله به کشورهای مجاور و زیر سلطه درآوردن آن‌ها را داشته. دو متن آرامگاهی نشان می‌دهند که او یورش‌هایی به نوبه داشته. بر پایه نوشته‌های آرامگاه احمس پسر ابانا، احمس تصمیم گرفت تا مرز مصر را از پایین در نوبه به پیش ببرد و با نیروی خود توانست ارتش نوبه را شکست دهد. زندگی‌نامهٔ به تصویر کشیده شده در آرامگاه احمس پن نخبت نیز نشان می‌دهد که او کارزاری در کوش نیز داشته است، با این حال به احتمال زیاد این کارزار همان نبرد احمس پسر ابانا بوده است. آمنهوتپ معبدی در جزیره سایی (سودان کنونی) ساخت که نشان از سلطه او بر مناطقی حتی به دوری آبشار سوم نیل دارد.

## آرامگاه و مومیایی

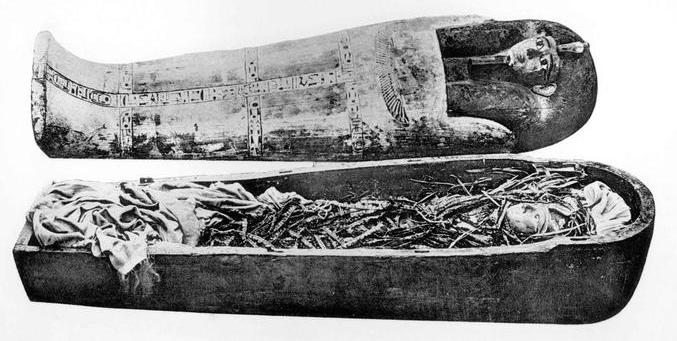
تابوت و مومیایی آمنهوتپ یکم

آمنحُتِپ یکم نخستین فرعونی است که گورش را از مجموعه معبد-آرامگاه خود جدا کرد که این به گمانی برای سخت تر کردن کار دردان آرامگاه‌ها بوده‌است. بازماندهای معبد او به احتمال زیاد در شمال انتهایی دیر البحری قرار دارند، چرا که نزدیک به آرامگاه تبسی ۳۵۸ که متعلق به شهبانو احمس-مریت‌آمون هستند. با این حال معبد او جایی بنا شده که بعدها حتچپسوت می‌خواست معبدی برای خود بسازد. نقشه اولیه حتچپسوت بنا را سالم نگاه می‌داشته ولی به نظر می‌آید که هنگامی که او بالکن پایینی را افزوده بنا فرو ریخته و نابود شده، با این حال آجرهایی با نام آمنهوتپ یکم باقی‌ماندند.
مکان آرامگاه آمنحُتِپ اما تاکنون پیدا نشده‌است. دو مکانی که بیشترین احتمال را در این میان دارند یکی در دره پادشاهان (کی‌وی۳۹) و دیگری در ذراع ابوالنجا (گور ANB) هستند. تابوت و پیکر آمنحُتِپ در آرامگاه خود به خاک سپرده نشد بلکه در مخفی‌گاه شاهانه در دیر البحری (گور دی‌بی۳۲۰) پیدا شد. این مومیایی اکنون در موزه مصر در قاهره نگهداری می‌شود. به نظر می‌آید که تابوت او تا دودمان بیست و یکم سالم و بی‌آسیب مانده باشد و کاهنانی که آن را منتقل کرده‌اند تلاش بسیاری برای آسیب نزدن به آن به خرج داده‌اند. به همراه نقاب بسیار عالی باقی‌مانده بر چهره شاه، مومیایی آمنحُتِپ یکم از جمله بهترین مومیایی‌های باقی‌مانده و بررسی شده توسط مصرشناسان است.